# Украинский жестовый язык
Украи́нский же́стовый язы́к (УЖЯ; укр. Українська жестова мова (УЖМ)) — жестовый язык глухого сообщества Украины. Относится к семейству французских жестовых языков.

## Социолингвистическая информация

### История
На Украине преподавание жестового языка глухим началось в начале XIX века, когда было открыто несколько филиалов Венской школы глухих:
- Институт глухих на Волыни в 1805 году в Романове[2][3];
- Галичинская школа для глухих в 1830 году в городе Львове[2][4];
- Одесская школа для глухих в 1843 году в городе Одессе[2][3].

В 1864 году в Российской Империи были утверждены «Положение о начальных народных училищах» и «Устав гимназий и прогимназий», которые упрощали организацию новых школ. В этот период были открыты училища и школы глухонемых во многих городах, в частности, в Киеве.
В 1898 году в Санкт-Петербурге было создано попечительство императрицы Марии Федоровны о глухонемых, которое взяло под свой контроль старые и открывало новые школы, училища, приюты; были организованы курсы для подготовки учителей глухонемых; издавался учебно-методический журнал «Вестник попечительства…».
Западная Украина вошла в состав СССР в 1939 году, после чего развитие методов преподавания украинского жестового языка в этом регионе зависело от практик, принятых в образовательных системах СССР. В 1930-х годах психолог и дефектолог Лев Семёнович Выготский считал, что жестовый язык — это сложная и своеобразная лингвистическая система, «есть подлинная речь во всем богатстве ее функционального значения». В 1938 году на Всероссийском совещании по вопросам обучения и воспитания глухих детей система чистого устного метода была подвергнута критике и утверждена новая программа школы глухих. Широко стали использоваться письменная и дактильная формы речи.
Однако во 2-й половине XX века использование УЖЯ при обучении глухих и слабослышащих было запрещено. Этот запрет вызван крайне негативной характеристикой, которую Иосиф Сталин дал глухим людям и языкам жестов в своей работе 1950 года «Марксизм и вопросы языкознания»:
«…языкознание занимается нормальными людьми, владеющими языком, а не аномальными, глухонемыми, не имеющими языка»
«В этом отношении [в отношении способности быть полноценным средством общения людей] значение так называемого языка жестов ввиду его крайней бедности и ограниченности ничтожно. Это, собственно, не язык и даже не суррогат языка, могущий так или иначе заменить звуковой язык, а вспомогательное средство с крайне ограниченными средствами».
Использование украинского жестового языка при обучении глухих и слабослышащих людей на Украине не возобновлялось до 2006 года.

### Обучение
По состоянию на 1 января 2015 года на Украине было 39 дошкольных учреждений для глухих детей (6 лет и младше), а также 61 специализированная средняя школа для детей с нарушениями слуха, которые обучают глухих учащихся в возрасте от 6 до 18 лет (включая обычные дневные школы и школы-интернаты). Тем не менее, большинство школ по-прежнему делают акцент на владении звучащим украинским языком и не поощряют использование УЖЯ.
По другой информации, на Украине имеется 58 школ и 35 детских садов для глухих и слабослышащих.

### Владение другими языками
УЖЯ имеет для глухих значимую информационную ценность. Прежде всего, глухие учащиеся сообщение, переданное жестовой речью, понимают качественнее и лучше, чем устной. Также известно, что свободно владеют словесной речью только часть выпускников школ-интернатов: лишь 30 % говорят сравнительно понятно, менее 45 % глухих удовлетворительно понимают устную речь украинского звучащего языка. Уровень развития письменной речи у 33 % выпускников является неудовлетворительным. Наблюдаются значительные пробелы в развитии калькирующей жестовой речи. Поэтому многие глухие плохо понимают сообщения, передаваемые с помощью КЖР; количество правильных ответов при предъявлении ученикам текста на КЖР едва превысило 50 %.
Российским жестовым языком (если считать РЖЯ и УЖЯ отдельными языками, см. раздел «Схожесть УЖЯ и РЖЯ, МЖЯ») глухие школьники владеют свободно, эффективно используют его в общении друг с другом, легко понимают информацию, которая передается РЖЯ — получено 91 % правильных ответов.

### Общественные и научные организации
В 2006 году была создана Лаборатория языка жестов в Институте специальной педагогики Национальной академии педагогических наук Украины. Она была руководящим органом, который выпускает научные статьи и учебники по УЖЯ, а также регламентирует методы обучения украинскому языку жестов. По-видимому, после 2016 года она была реорганизована в Отделение обучения жестовому языку Института специальной педагогики НАПН Украины. Однако эксплицитных данных о времени и характере этого реорганизования нет.
Украинское общество глухих (украинский: Українське товариство глухих, УТОГ) было создано в 1933 году, а с 1959 года является постоянным членом Всемирной федерации глухих, а также членом регионального секретариата Восточной Европы и Средней Азии этой организации. УТОГ была создана как организация для украинцев с нарушениями слуха, как глухих, так и слабослышащих, для оказания им помощи в их профессиональной, трудовой и социальной реабилитации, в защите их законных прав и интересов и в утверждении себя как граждан, полностью интегрированных в общество.

### Число носителей
Без учета лиц с нарушениями слуха, проживающих в отдельных районах Донбасса и Крыму, на 1 января 2015 года было зарегистрировано 43 108 граждан Украины с нарушениями слуха, из которых 38 746 человек являются членами УТОГ (приблизительно 90 %). Однако стоит обратить внимание, что эти данные учитывают не число носителей УЖЯ, а количество зарегистрированных людей с нарушениями слуха.
По данным Всемирной федерации глухих 2008 года, число носителей УЖЯ составляет 54 тысячи человек.
По данным 2016 года, на Украине насчитывается 223 тысячи человек с нарушениями слуха.

## Типологическая характеристика
Порядок слов в УЖЯ достаточно гибкий, в некоторых случаях совпадает с порядком слов в звучащем языке, в некоторых — отличается. Базовый порядок слов в украинском жестовом языке — SVO (см. «Я шукаю роботу» и «Я вивчаю жестову мову»), но и порядок SOV также часто встречается.
|  |  |

## Особенности

### Дактильная азбука

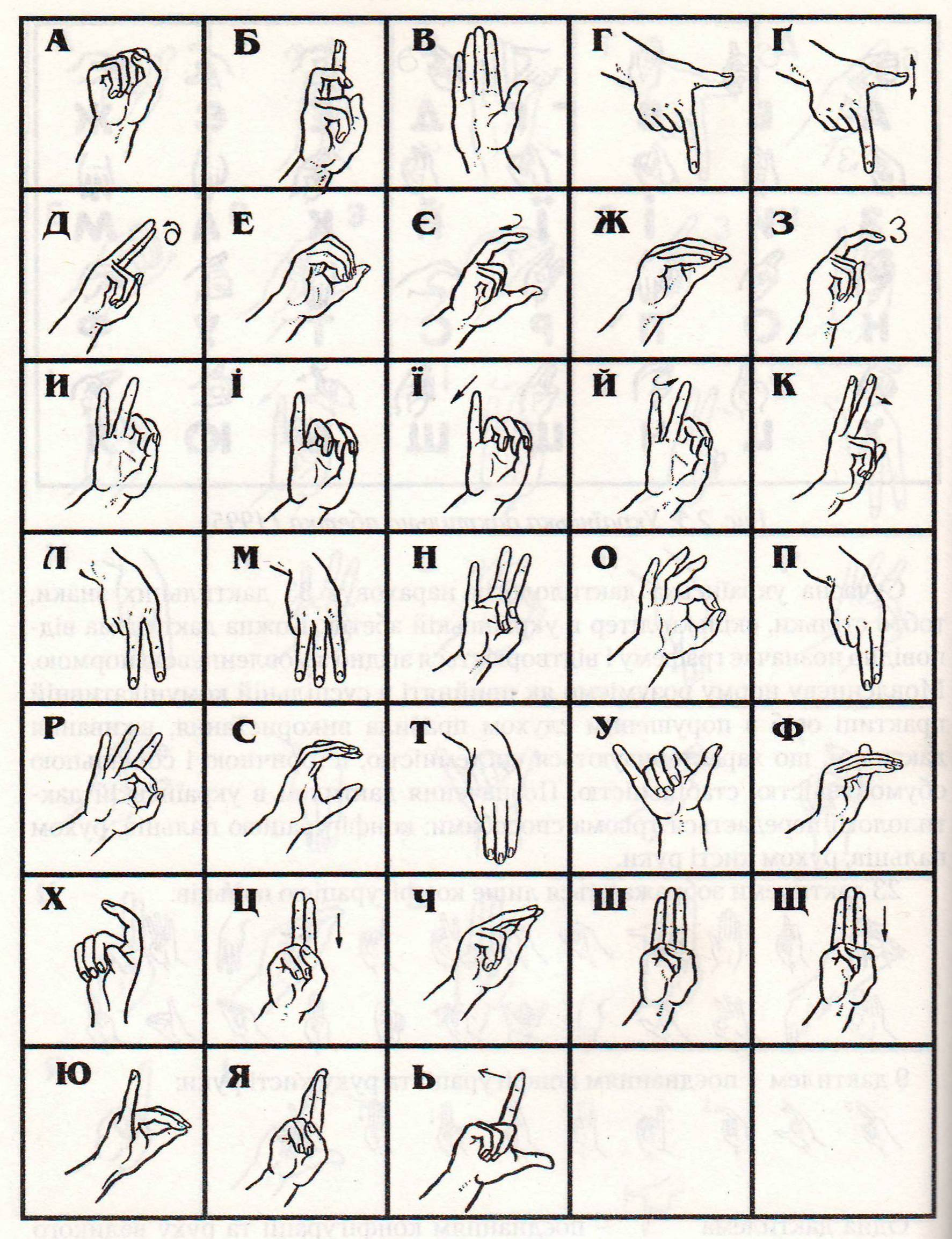
Дактилемы ручной азбуки УЖЯ

Украинский жестовый язык использует одноручный алфавит, основанный на алфавите, использовавшемся в старофранцузском языке жестов, но адаптированный для дактилирования слов из украинского языка. Известный как украинский ручной алфавит, он состоит из 33 знаков, которые используют 23 формы руки. Таким образом, некоторые из этих знаков имеют общие формы: например, знаки «Г» и «Ґ» используют одну и ту же форму руки, но в первом большой палец неподвижен, а во втором движется вверх и вниз.
Следует отметить, что дактилемы русской и украинской дактильной азбуки совпадают (естественно, речь идет о буквах, общих для обоих алфавитов).
В УЖЯ, как и в других языках жестов, дактилирование используется для имен собственных, технических терминов без собственного эквивалента в УЖЯ, сокращений более длинных украинских слов и некоторых разговорных украинских слов. Дактилирование также можно использовать вместо жеста-синонима для постановки смыслового акцента. Распространенным заблуждением является то, что дактильная азбука — это и есть весь украинский жестовый язык. На деле, как и в любом жестовом языке, дактильная азбука — это малая часть языка. УЖЯ — это язык, обладающий своей собственной лексикой и грамматикой, непохожий на украинский звучащий язык.

### Калькирующая жестовая речь
Калькирующая жестовая речь (КЖР) не является жестовым языком, так как не обладает собственной грамматикой. КЖР — это жесты, «наложенные» на грамматику соответствующего звучащего языка.
Однако на Украине КЖЯ широко использовалась и продолжает использоваться вместо настоящего ЖЯ, например, при обучении переводчиков и сурдопедагогов, при переводе. Так, в книге 1990 года рекомендовалось, чтобы при пользовании дактильно-жестовым языком сохранялся грамматический строй устной речи, а перевод во всех случаях сопровождался четкой артикуляцией каждого звука.

### Лексика
Условно говоря, лексику можно разделить на 2 группы:
- эквивалентная лексика: ее можно перевести на словесный язык одним словом;
- лексика, характерная только для жестового языка
  - безэквивалентная лексика: один жест требует перевода словосочетанием;
  - эквивалентная лексика, которая не используется в калькирующей жестовой речи.

Именно безэквивалентная лексика вызывает наибольшую сложность при изучении жестового языка и, особенно, при переводе на звучащий язык. Многие из этих жестов можно перевести фразеологизмами.
Следует отметить, что графический образ слов украинского звучащего языка может оказывать влияние на жест для соответствующего слова. Нередка ситуация, когда слово дактилируется полностью (см. два варианта слова «не» в видео «Нi — не (первая версия)» и «Нi — не (вторая версия, дактилированная)») или кисть принимает конфигурацию первой буквы этого слова (см. видео «Середа — среда»).
|  |  |  |

### Грамматика
Важнейшим компонентом грамматики жестового языка является использование пространства. Говорящий мысленно располагает в пространстве перед собой предметы и действующие лица, что влияет на направление и движение используемых жестов. Например, при мысленном расположении вазы справа от говорящего, а стола — слева, при произнесении предложения «Я поставил вазу на стол» будет происходить движение справа налево. Аналогично, жест «РАССКАЗЫВАТЬ» в предложениях «Я рассказываю тебе» и «Ты рассказываешь мне» различается ориентацией кистей и направлением движения — от говорящего к слушающему или наоборот.
В жестовом языке между частями сложного предложения делается пауза, человек останавливается и щурит глаза, а в некоторых случаях даже меняет положение тела и мимику.
В утвердительных предложениях жестового языка в конце выражения делается кивок головы, подбородок опускается вниз, а также щурятся глаза.
Вопросительные предложения делятся на:
- общие вопросы;
- специальные вопросы;
- альтернативные вопросы.

В специальных вопросах вопросительное слово находится в конце предложения (см. видео «Хто ця людина?» и «Що ти шукаєшь?»).
|  |  |

Выявлено более 20 средств выражения отрицания, которые условно разделены на несколько групп:
- действительно отрицательные жесты:
  - отказ от действия (см. видео «Нi, дякую»);
  - отсутствие чего-то (см. «У мене немає дисководу»);
- отрицательные жесты с дополнительным значением. Эти отрицательные жесты образуют аналитические формы с другими жестами, например, «Я этого не заказывал» как «Я ЗАКАЗЫВАТЬ ЭТО НЕ», где «ЗАКАЗЫВАТЬ» и «НЕ» — два разных жеста (пример — в видео «Я не замовляв цього»);
- жесты, содержащие в себе отрицательную форму глагола. Отрицание выражается не аналитически, как в предыдущем случае, а синтетически, то есть внутри одного жеста. Например, во фразе «Я ПОНИМАТЬ.НЕ» («Я не понимаю») «ПОНИМАТЬ.НЕ» — это один жест (см. видео «Я не розумію»);
- жесты, выражающие отрицательное, негативное состояние и отношение. Например, жест «НЕНАВИДIТИ» (см. соответствующее видео)[18].

|  |  |  |

|  |  |

Также особенностью жестовых языков является возможность одновременно производить более одного жеста, тогда как в звучащих языках проговаривать два слова одновременно нельзя. Например, в видео «Я не замовляв цього — Я этого не заказывал» одна рука все время показывает на объект («ЭТО»), тогда как другая рука последовательно производит жесты «ЗАКАЗЫВАТЬ» и «НЕ».

### Схожесть УЖЯ и РЖЯ, МЖЯ
В исследовании восточноевропейских жестовых языков 2005 года показано, что украинский, русский и молдавский жестовые языки входят в один языковой кластер. Отмечается лексическое сходство около 70 % на выборке из 234 слов. Это значение находится внутри «коридора» внутриязыковой разницы (например, лексическое соответствие списков слов, полученных от двух разных носителей РЖЯ, составило 76 %). На основе этих данных автор делает предположение, что УЖЯ, РЖЯ и МЖЯ могут быть диалектами одного языка:29. Автор рекомендует дополнительно исследовать эти языки, в частности, следует использовать более точные показатели, такие как тестирование взаимопонимаемости, вместо того, чтобы полагаться на сравнение лексического состава. Также исследователь предостерегает от неправильной интерпретации результатов, отмечая, что предварительный опрос такого рода не предназначен для получения окончательных результатов о родстве или идентичности рассматриваемых языков:32—33.

## Исследование УЖЯ
Украинский жестовый язык в настоящее время исследован крайне мало.
В 2007 году Западно-канадский центр исследований глухоты при Университете Альберты создал проект «Украинский жестовый язык», возглавляемый доктором Деборой Рассел, для поддержки признания УЖЯ как языка обучения глухих детей на Украине. Предполагалось, что по его результатам задокументируют УЖЯ, создадут учебную программу для обучения учителей и родителей глухих детей, формализуют обучение переводчиков и улучшат подготовку учителей для глухих детей.

## В культуре
Украинский жестовый язык получил некоторую мировую известность в 2014 году, после выхода украинского фильма «Племя», в котором актёры общались на украинском жестовом языке без звучащего диалога.